# Eduard Flipse
Eduard Flipse (ur. 26 lutego 1896 w Wissenkerke, zm. 11 września 1972 w Bredzie) – holenderski dyrygent.

## Życiorys
Uczył się gry na fortepianie i kompozycji w Rotterdamie oraz dyrygentury w Utrechcie. Od 1919 roku uczył dyrygentury w konserwatorium rotterdamskim, występował też jako koncertujący pianista. Od 1930 do 1960 roku pełnił funkcję pierwszego dyrygenta Rotterdams Philharmonisch Orkest. W latach 1961–1970 dyrygował Antwerpską Orkiestrą Symfoniczną. Od 1952 roku prowadził również Holland Festival. Gościnnie występował w wielu krajach europejskich. Był propagatorem twórczości Gustava Mahlera oraz muzyki kompozytorów holenderskich. Wprowadził do repertuaru koncertowego mało znane dzieła klasyczne i współczesne.
Zajmował się również komponowaniem, pisał m.in. utwory orkiestrowe, chóralne i operetki. Spora część jego dorobku kompozytorskiego uległa zniszczeniu w trakcie II wojny światowej.